# A reklám után
A reklám után a Republic magyar rockegyüttes stúdióalbuma 2001-ből.

## Dalok
Cipő a szerzeményeit „Abu Petra” néven jegyezte, amihez az ötletet egy arab szokás adta: a családfő felveszi az elsőszülött gyerek nevét, Abu jelzővel. Bódi Lászlónak két ikerlánya volt, Petra és Réka, akik közül Petra született hamarabb.
1. Távolban egy fehér vitorla (Boros Csaba–Abu Petra)
2. Szerelmes Mindenkibe (Abu Petra)
3. Csak ezt a dalt… (uzsedáré-uzsedom) (Tóth Zoltán)
4. Hajrá Kísértet!!! (Abu Petra)
5. A Nagy Hajó (Boros Csaba–Abu Petra)
6. Nem fér bele csak a fele (Abu Petra)
7. A teve a tű fokán (Abu Petra)
8. Gyere ültess el!!! (Patai Tamás–Abu Petra)
9. Az ember remekmű (Abu Petra)
10. Díszítsetek fel! (Tóth Zoltán)
11. Hangyadal (Tóth Zoltán)
12. Legyen Ön is Koldus! (Boros Csaba–Abu Petra)
13. A vonat legutolsó kocsiján (Tóth Zoltán)
14. Mindig valamit keresünk… (Abu Petra)

## Közreműködtek
- Tóth Zoltán – Fender Telecaster gitár, A90 Roland Master keyboard, zongora, ének, vokál
- Patai Tamás – Fender Stratocaster gitár, akusztikus gitár, vokál
- Nagy László Attila – Premier dobok, ütőhangszerek
- Boros Csaba – Ibanez MC 940 fretless, Rickenbacker 4001 basszusgitárok, vokál
- Cipő „Cipő”/„Abu Petra” – ének, zongora, vokál
- Szabó András – hegedű
- Boros István, Novák Mária „Maresz”, Tóth Evelin – ének
- Budapest Juventutis Zenekar, művészeti vezető: Presztolánszky András – szimfonikusok
- Gulyás Ferenc – tekerőlant
- Habarits „Éljen” Béla, Szilágyi „Bigyó” László, Wéber Ferenc – vokál
- Pálffy István – szövegmondás

## Videóklip
- Távolban egy fehér vitorla

## Toplistás szereplése
Az album 2001 41. hetében az élen nyitott a Mahasz Top 40-es eladási listán, amin összesen 13 hétig szerepelt.

## Díjak, jelölések
- Arany Zsiráf 2002 – Az év hazai rock albuma – jelölés